# WRESTLE-1タッグチャンピオンシップ
WRESTLE-1タッグ王座（レッスル-ワン・タッグおうざ）は、WRESTLE-1が管理、認定していた王座。

## 歴史
2014年9月22日、シングルマッチのWRESTLE-1チャンピオンシップに続くW-1のタイトルとして創設を決めた。初代王座は11月15日より始まる10チーム参加のリーグ戦で争われ、11月30日の後楽園ホールにて決定戦が行われ、カズ・ハヤシ&近藤修司の「チーム246」が初代王座に就いた。
2020年3月15日大田区総合体育館での興行にて稲葉大樹&土肥孝司組が王座を奪取した後、WRESTLE-1の活動停止に伴い王座は封印された。

## 歴代王者
| 歴代   | タッグチーム                | 戴冠回数 | 防衛回数 | 獲得日付       | 獲得場所 （対戦相手・その他）                    |
| ------ | --------------------------- | -------- | -------- | -------------- | ------------------------------------------------ |
| 初代   | カズ・ハヤシ&近藤修司       | 1        | 7        | 2014年11月30日 | 後楽園ホール 征矢学&AKIRA                        |
| 第2代  | 征矢学&葛西純               | 1        | 2        | 2015年7月12日  | 後楽園ホール                                     |
| 第3代  | 河野真幸&近藤修司           | 1        | 0        | 2015年11月27日 | 後楽園ホール                                     |
| 第4代  | KAZMA SAKAMOTO&火野裕士     | 1        | 2        | 2016年3月6日   | 夢メッセみやぎ西館                               |
| 第5代  | 中之上靖文&岡林裕二         | 1        | 1        | 2016年6月8日   | 後楽園ホール                                     |
| 第6代  | 征矢学&葛西純               | 2        | 0        | 2016年7月29日  | 新宿FACE                                         |
| 第7代  | カズ・ハヤシ&鈴木鼓太郎     | 1        | 3        | 2016年9月18日  | 後楽園ホール                                     |
| 第8代  | 土肥孝司&熊ゴロー           | 1        | 1        | 2017年3月20日  | 後楽園ホール                                     |
| 第9代  | 河野真幸&伊藤貴則           | 1        | 1        | 2017年5月4日   | 後楽園ホール                                     |
| 第10代 | 土肥孝司&熊ゴロー           | 2        | 1        | 2017年6月24日  | ラジアントホール                                 |
| 第11代 | カズ・ハヤシ&近藤修司       | 2        | 1        | 2017年9月2日   | 横浜文化体育館                                   |
| 第12代 | 土肥孝司&熊ゴロー           | 3        | 2        | 2017年11月19日 | Blue Field                                       |
| 第13代 | 征矢学&AKIRA                | 1        | 0        | 2018年4月18日  | 後楽園ホール                                     |
| 第14代 | 芦野祥太郎&羆嵐             | 1        | 0        | 2018年5月6日   | 後楽園ホール                                     |
| 第15代 | 田中将斗&黒潮"イケメン"二郎 | 1        | 0        | 2018年6月22日  | 新木場1stRING                                    |
| 第16代 | 近藤修司&土肥孝司           | 1        | 3        | 2018年8月11日  | 後楽園ホール 返上                                |
| 第17代 | 河野真幸&アレハンドロ       | 1        | 2        | 2019年3月21日  | 大田区総合体育館 カズ・ハヤシ&ペガソ・イルミナル |
| 第18代 | 近藤修司&立花誠吾           | 1        | 0        | 2019年6月11日  | 新木場1stRING 返上                               |
| 第19代 | 芦野祥太郎&児玉裕輔         | 1        | 3        | 2019年8月1日   | 後楽園ホール 征矢学&近藤修司                     |
| 第20代 | 稲葉大樹&土肥孝司           | 1        | 0        | 2020年3月15日  | 大田区総合体育館 封印                            |